# Tsunan
Tsunan (jap. 津南町 Tsunan-machi) – miasto w Japonii, na wyspie Honsiu, w prefekturze Niigata. Według danych na rok 2020 miejscowość zamieszkiwało 8 989 mieszkańców , a gęstość zaludnienia wyniosła 52,8 os./km².